# En Sicile
En Sicile (ou La Sicile) est le titre d'un carnet de voyage entrepris par Guy de Maupassant en Sicile en 1885. Publiée en 1886, cette chronique est intégrée en 1890 dans le volume de La Vie errante.
En 1885, ses succès littéraires lui permettent d'acquérir un yacht et en pionnier de la navigation de plaisance, au mois de mai de la même année depuis Cannes, il sillonne, en compagnie du peintre Henri Gervex, la côte italienne : depuis la mer il peut visiter Porto Maurizio, Savone, Gênes, Portofino  où il ressent « une impression de béatitude », et dans ce pays où tout appelle la présence de la femme, le paysage de Santa Margherita ne prend toute sa valeur que lorsqu’il croise une figure féminine qui lui laisse « l’émotion de la plus surprenante beauté que j’aie rencontrée » écrit-il ou le détroit de Messine  qu'il trouve « tout entier parfumé comme une chambre de femme ».

## La Sicile
En Sicile où il éprouve le plus la nostalgie de la beauté antique, Maupassant baptise l'île  « perle de la Méditerranée ». À travers son récit, le lecteur peut y confondre son regard avec celui de l'auteur-reporter et découvre d'une manière vivante les principaux sites siciliens parmi lesquels : la chapelle palatine de Palerme, telle « [qu']on ne peut rencontrer, dans aucun monument, l'ensemble merveilleux qui rend unique ce chef-d'œuvre divin », les catacombes capucines de Palerme qu'il décrit avec beaucoup de précisions, la cathédrale de Monreale et son cloître du XIIe siècle, l'ascension de Vulcano  et de l'Etna, la Vénus de Syracuse qui semble l'avoir bouleversé, et la sublime Taormine, qu'il décrit comme « un paysage dans lequel on trouve tout ce qui semble exister sur terre pour séduire les yeux, l'esprit et l'imagination ».